# Emilia Rydbergová
Emilia Rydbergová, rodným jménem Hanna Emilia Rydberg Mitiku, (* 5. ledna 1978, Stockholm) je švédská zpěvačka s etiopskými kořeny. Slavný je její hit Big Big World. Zatím vydala čtyři alba.

## Alba
- Big Big World (1998)
- Emilia (2001)
- Små ord av kärlek (2007)
- My World (2009)
- I Belong to You (2012)

## Singly
- „Big Big World“
- „Good Sign“
- „Twist Of Fate“
- „Sorry I'm In Love“
- „Kiss By Kiss“
- „When You Are Here“ (s Oli. P)
- „Everybody“ (s DJ BoBo)
- „Var minut“
- „En sång om kärleken“
- „I Won't Cry“
- „I Can Do It“
- „You're My World“
- „Teardrops“